# E-mu Systems
E-mu Systems är ett amerikanskt företag som tillverkar synthesizers och samplers.
Företaget startades år 1971 av Dave Rossum och hade då namnet E-µ. År 1981 bytte det namn till det något mer lättskrivna E-mu Systems. År 1999 gick Ensoniq och E-mu ihop och köptes senare upp av Creative Technology Ltd.
E-mu var med under 90-talet att utveckla ljudkorten Soundblaster och filformatet åt Creative.
Andra kända produkter som har utvecklats av E-mu är:
- Emulator 1 till 4 och emulator X
- Emax 1 och 2